# Безвучни надзубни плозив
Безвучни надзубни или алвеоларни плозив јесте сугласник који се користи у бројним говорним језицима. Симбол у Међународном фонетском алфабету који представља овај звук је //.
Овај глас је један од најчешћих сугласника у говорним језицима, заједно са гласовима /k/ и /p/. Скоро сви језици имају чист глас /t/, а постоје и они језици који разликују више варијетета ове фонеме (хинду, исландски на пример). Ретки језици без ове фонеме су хавајски (изван острва Ни'ихау), колоквијални самоански и нгуки језик (Јужна Африка). 

## Карактеристике
Карактеристике безвучног алвеоларног плозива:
- Начин артикулације је плозивни, што значи да је произведен ометањем протока ваздуха кроз усну дупљу.
- Место артикулације је алвеоларно што значи да врх језика додирује алвеоле.
- Фонација је безвучна, што значи да гласне жице трепере током артикулације.

## Појава
Неки примери језика где се појављује ова фонема:
| Језик            | Језик            | Реч | ИПА      | Значење         | Напомене |
| ---------------- | ---------------- | --- | -------- | --------------- | -------- |
| Адигејски        | Адигејски        | тфы | [tfə]ⓘ   | 'пет'           |          |
| Кинески          | кантонски        | [但] грешка: {{lang}}: непрепозната ознака језика: zh-yue-Hani (помоћ) [daan6] грешка: {{lang}}: текст има искошену назнаку (помоћ) |          | 'међутим'       |          |
| Кинески          | мандарински      | [] грешка: {{lang}}: нема текста (помоћ) [dà] грешка: {{lang}}: текст има искошену назнаку (помоћ)                                  |          | 'велики'        |          |
| Кинески          | ји               | ꄉ [da] грешка: {{lang}}: текст има искошену назнаку (помоћ)                                                                        |          | 'место'         |          |
| Чешки            | Чешки            | [toto] грешка: {{lang}}: текст има искошену назнаку (помоћ)                                                                         |          | 'то'            |          |
| Холандски        | Холандски        | [taal] грешка: {{lang}}: текст има искошену назнаку (помоћ)                                                                         |          | 'језик'         |          |
| Енглески         | Енглески         | [tick] грешка: {{lang}}: текст има искошену назнаку (помоћ)                                                                         |          | 'штикла (знак)' |          |
| Фински           | Фински           | [parta] грешка: {{lang}}: текст има искошену назнаку (помоћ)                                                                        |          | 'брада'         |          |
| Француски        | Француски        | [tordu] грешка: {{lang}}: текст има искошену назнаку (помоћ)                                                                        |          | 'непоштен'      |          |
| Немачки          | Немачки          | [Tochter] грешка: {{lang}}: текст има искошену назнаку (помоћ)                                                                      |          | 'кћерка'        |          |
| Грчки            | Грчки            | [τρία tria] грешка: {{lang}}: текст има искошену назнаку (помоћ)                                                                    |          | 'три'           |          |
| Хебрејски        | Хебрејски        | תמונה |          | 'слика'         |          |
| Мађарски         | Мађарски         | [tutaj] грешка: {{lang}}: текст има искошену назнаку (помоћ)                                                                        |          | 'сплав'         |          |
| Јапански         | Јапански         | 特別 [tokubetsu] грешка: {{lang}}: текст има искошену назнаку (помоћ)                                                               |          | 'посебно'       |          |
| Кабардински      | Кабардински      | тхуы | ['txʷə]ⓘ | 'пет'           |          |
| Корејски         | Корејски         | [턱 teok] грешка: {{lang}}: текст има искошену назнаку (помоћ)                                                                      |          | 'вилица'        |          |
| Македонски       | Македонски       | ти |          | 'ти'            |          |
| Малајски         | Малајски         | [tahun] грешка: {{lang}}: текст има искошену назнаку (помоћ)                                                                        |          | 'година'        |          |
| Малтешки         | Малтешки         | [tassew] грешка: {{lang}}: текст има искошену назнаку (помоћ)                                                                       |          | 'тачно'         |          |
| Норвешки         | Норвешки         | [tann] грешка: {{lang}}: текст има искошену назнаку (помоћ)                                                                         |          | 'зуб'           |          |
| Нунгубују        | Нунгубују        | |          | 'похлепан'      |          |
| Словачки         | Словачки         | [to] грешка: {{lang}}: текст има искошену назнаку (помоћ)                                                                           |          | 'то'            |          |
| Тајландски       | Тајландски       | [ตา] грешка: {{lang}}: писмо: thai није подржано за кôд: th (помоћ) ta                                                              |          | 'око'           |          |
| Вијетнамски      | Вијетнамски      | ti |          | 'мана'          |          |
| Западнофризијски | Западнофризијски | [tosk] грешка: {{lang}}: текст има искошену назнаку (помоћ)                                                                         |          | 'зуб'           |          |